# Alan Belkin
Pour les articles homonymes, voir Belkin (homonymie).
Alan Belkin, né le 5 juillet 1951 à Montréal, est un compositeur québécois, pianiste et organiste interprète de formation. Il a enseigné les principes d’orchestration et la composition dans les universités de Montréal, puis, par des études et des écrits pédagogiques.

## Biographie
Alan Belkin débute la pratique du piano dès l’âge de sept ans. Sa première formation au piano vient de Philip Cohen. Plus tard, à l’âge de vingt-et-un an, après l’essai d’un orgue à tractions mécaniques, il débute des études d’orgue avec Dom André Laberge, puis avec Bernard Lagacé. Mis à part ses études en tant qu’interprète, il étudie en privé l’harmonie et le contrepoint avec Marvin Duchow. Son cursus scolaire se déroule dans plusieurs universités : d'abord à l’Université Concordia, où il obtient son Baccalauréat en théorie musicale. Ensuite, à l’Université McGill où il obtient sa Maitrise en Théorie musicale. Enfin, à la Juilliard School de New York où il obtient son doctorat en Composition sous la direction notamment de David Diamond et d'Elliott Carter.

## Carrière

### Interprétation
Étant un pianiste de formation, Belkin dédie une partie de sa carrière à l’interprétation. À l’âge de 18 ans, il offre son premier concerto en tant que pianiste. Cependant, c’est à l’orgue qu’il excelle le plus, car il a été finaliste à la compétition internationale d’orgue à Dublin et demi-finaliste à la compétition Bach de Toulouse. Au sujet de l’interprétation, Alan insiste sur l’importance de maîtriser un instrument pour compléter sa compréhension en tant que compositeur. Dans une lettre de Belkin dédiée aux jeunes compositeurs, il dit : « Rares sont les compositeurs sérieux qui n’ont pas consacré des années à l’apprentissage d’un instrument. »

### Composition
Alan Belkin consacre la majeure partie de sa carrière à la composition. L’écriture de symphonies, concertos, quatuors est un symbole d’accomplissement musical pour lui. En effet, son répertoire suit la lignée du canon européen de compositeurs. Sa musique se caractérise principalement par de riches textures orchestrales et de mouvements contrapuntiques. Son catalogue musical comporte également des musiques plus intimes telles que des œuvres pour voix, guitare, piano et orgue. Durant sa carrière de compositeur, il compose également de la musique électro-acoustique.

### Enseignement
Parallèlement à sa carrière de compositeur et d’interprète, Belkin enseigne la composition à quatre universités montréalaises, comprenant McGill, Concordia, l’UQAM et l’Université de Montréal où il prendra sa retraite en 2016. Une de ses grandes contributions à l’enseignement sont ses écrits pédagogiques. On y compte des études sur la composition (la forme musicale), le contrepoint, l'orchestration, l'harmonie ainsi qu’un essai sur les principes de technique de piano. Il écrit aussi un livre qui s’intitule Musical composition: Craft and Art, publié par Yale University press. Il a également une chaine Youtube où il offre des cours en ligne. Certains de ses écrits sont traduits en Italien, en Allemand, en Espagnol, en Russe et même en Néerlandais. Son parcours d’enseignement lui a valu le prix d’excellence en enseignement de l’Université de Montréal dans la catégorie professeur agrégé en 1994.

## Œuvres
- Symphony No. 1

- Symphony No. 2

- Symphony No. 3
- Symphony No. 4
- Symphony No. 5
- Symphony No. 6 (Phantoms)
- Symphony No. 7
- Symphony No. 8
- Violin Concerto
- Violin Concerto #2
- Piano Concerto
- Piano Concerto #2
- Cello Concerto
- Double Concerto for violin and cello
- Sonata for piano solo
- Sonata for viola and piano (2006)
- Petite Suite
- Fantasies and Fugues for piano solo
- Four Etudes for piano solo
- Voices for guitar
- Adagio I (Electroacoustic)
- Adagio II (Electroacoustic)
- 6 Songs for a Young Man
- Four Emily Dickinson Songs
- Do Not Go Gentle (choir, unaccompanied)
- String Quartet No. 1
- String Quartet No. 2
- String Quartet No. 3
- String Quartet No. 4
- Adagio Symphonique pour Cordes
- Elegy for String Orchestra
- Symphonic Movement No. 2, for Strings
- Trio, for violin, cello, and piano
- 12 Preludes and Fugues for piano
- 12 Preludes for piano
- Nonet #2
- Symphonic Movement No. 3
- Flute Sonata
- Clarinet Sonata
- Piano Sonata #2
- Clarinet Quartet
- Ragtime, for orchestra
- Music When Soft Voices Die, for choir
- Concertino for Clarinet and Strings (Night Secrets)
- Living with Daniel
- Cadenzas and Songs, for violin and piano

## Publications
- Belkin, A. (1980). My Teacher, Marvin Duchow. Alan Belkin Music. https://alanbelkinmusic.com/site/en/index.php/my-teacher-marvin-duchow/ (consulté le 15 février 2024).
- [Reproduction en fac-similé] Belkin, Alan. 1981. Nocture for solo bassoon and string orchestra. Toronto: Canadian Music Centre.
- Belkin, A. (1989). The New Generation of Composers in Quebec. Canadian University Music Review / Revue de musique des universités canadiennes, 9(2), 22–35. https://doi.org/10.7202/1014905a (consulté le 10 Février 2024).

- Belkin, Alan. 1997. Sonata, guitare seule. Éd. préparée par Sylvain Lemay, doigtés par Benoît Dorion. Saint-Romuald : Les Productions d'Oz.
- Belkin, A. (2003). Principes de Contrepoint : [pdf]. Alan Belkin Musique  https://archive.wikiwix.com/cache/index2.php?url=https%3A%2F%2Falanbelkinmusic.c+om%2FPDF%2FCptFr.pdf
- Belkin, A. (2006). L'Art Orchestral [pdf]. Alan Belkin Musique. https://alanbelkinmusic.com/bk.o.fr/0-f.pdf
- Belkin, A. “The New Generation of Composers in Quebec”, Canadian University Music Review / Revue de musique des universités canadiennes, 9(2), 22–35. https://doi.org/10.7202/1014905ar (consulté le 10 février 2024).
- Belkin, A. Worklist. Alan Belkin Music, https://alanbelkinmusic.com/site/en/index.php/worklist/ (consulté le 10 février 2024).
- Chaîne Youtube de Alan Belkin : https://www.youtube.com/@alanbelkin9272/videos (consulté le 10 février 2024).
- Dorion, B. (1997). An Interview. Alan Belkin Music.
- https://alanbelkinmusic.com/site/en/index.php/interview/ (consulté le 15 février 2024).
- Halogènes, Série Actuelles. Adagio 1, Alan Belkin, Chroniques de la lumière, Francis Dhomont, Lux Aeterna, Marcelle Deschênes, In vertical fire, Jean Piché, Disque compact. UMMUS, UMM101, 1989.
- Ringuette, Raymond. Recherche en éducation musicale au Québec : Numéro 12. Québec: École de musique. pages 45 à 48.
- Trudel, C. (2000). Productions universitaires. Le Devoir, B8.
- Turbide, N. (2007). Belkin, Alan. L’Encyclopédie Canadienne, https://www.thecanadianencyclopedia.ca/fr/article/belkin-alan (consulté le 15 février 2024).
- Université de Montréal, Faculté de musique. Alan Belkin. Alan BELKIN - Faculté de musique - Université de Montréal (umontreal.ca) (consulté le 10 Février 2024).